# Ovastevna
Die Ovastevna ist ein jährliches Volksfest auf der Insel Nólsoy/Färöer im August.
Die Ovastevna („Ove-Treffen“) wird seit 1994 zu Ehren von Ove Joensen („Ruder-Ove“) aus Nólsoy abgehalten, der 1986 alleine von den Färöern nach Kopenhagen ruderte und 1987 ertrank.
In den ersten Jahren bestand der Hauptzweck des Festivals darin, Geld für das Schwimmhalle zu sammeln, das Ove Joensen nach seiner Rückkehr aus Kopenhagen für die Inselbewohner bauen wollte. 2014 kamen die Organisatoren jedoch zu dem Schluss, dass dieses Ziel wahrscheinlich nie erreicht werden würde und dass ein Schwimmbad auf Nólsoy möglicherweise nicht sinnvoll sei, da sie die Möglichkeit hätten, das Schwimmbad in Tórshavn zu nutzen.
Seitdem wurde im Dorf  Ovasavnið ein Museum errichtet, in dem Ove Joensens Boot „Diana Victoria“ nun in einem sicheren Umfeld steht. Besucher können dort Filme über Ove Joensens Heldentaten sehen und Geschichten über das Boot hören.
Ovastevna wird von einer Regatta auf dem Sundini von Eiði nach Hósvík begleitet. Anschließend fahren die Boote samstags nach Nólsoy, wo eines der größten färöischen Tanzevents stattfindet. 2004 kamen 3.500 Besucher – mehr als das Zehnfache der Einwohnerzahl von Nólsoy. 2006 waren es rund 4.000, und die Zahl ist jedes Jahr stabil geblieben, außer bei schlechtem Wetter.
Seit 1997 gibt es anlässlich der Ovastevna auch einen Schwimmwettbewerb über den 4 km breiten Nólsoyarfjørður (siehe dort).